# Echipa națională de fotbal a Haitiului
Echipa națională de fotbal a Haitiului (Franceză: Équipe d'Haïti de football) reprezintă statul Haiti în fotbalul internațional și este controlată de Fédération Haïtienne de Football. În anii '60 și '70 era considerată a treia echipă ca valoare din CONCACAF prin prisma rezultatelor obținute în acei ani. Cea mai recentă performanță a fost câștigarea Cupei Caraibelor 2007.

## Palmares
- Campionatul Mondial de Fotbal

| 1930              | Nu a intrat      | Nu a intrat      | Nu a intrat      | Nu a intrat      | Nu a intrat      | Nu a intrat      | Nu a intrat      | Nu a intrat      | Nu a intrat      | Nu a intrat      |
| 1934              | Nu s-a calificat | Nu s-a calificat | Nu s-a calificat | Nu s-a calificat | Nu s-a calificat | Nu s-a calificat | Nu s-a calificat | Nu s-a calificat | Nu s-a calificat | Nu s-a calificat |
| 1938 - 1950       | Nu a intrat      | Nu a intrat      | Nu a intrat      | Nu a intrat      | Nu a intrat      | Nu a intrat      | Nu a intrat      | Nu a intrat      | Nu a intrat      | Nu a intrat      |
| 1954              | Nu s-a calificat | Nu s-a calificat | Nu s-a calificat | Nu s-a calificat | Nu s-a calificat | Nu s-a calificat | Nu s-a calificat | Nu s-a calificat | Nu s-a calificat | Nu s-a calificat |
| 1958 până în 1966 | Nu a intrat      | Nu a intrat      | Nu a intrat      | Nu a intrat      | Nu a intrat      | Nu a intrat      | Nu a intrat      | Nu a intrat      | Nu a intrat      | Nu a intrat      |
| 1970              | Nu s-a calificat | Nu s-a calificat | Nu s-a calificat | Nu s-a calificat | Nu s-a calificat | Nu s-a calificat | Nu s-a calificat | Nu s-a calificat | Nu s-a calificat | Nu s-a calificat |
| 1974              | Prima rundă      | 15               | 3                | 0                | 0                | 3                | 2                | 14               |                  |                  |
| 1978 până în 1986 | Nu s-a calificat | Nu s-a calificat | Nu s-a calificat | Nu s-a calificat | Nu s-a calificat | Nu s-a calificat | Nu s-a calificat | Nu s-a calificat | Nu s-a calificat | Nu s-a calificat |
| 1990              | Nu a intrat      | Nu a intrat      | Nu a intrat      | Nu a intrat      | Nu a intrat      | Nu a intrat      | Nu a intrat      | Nu a intrat      | Nu a intrat      | Nu a intrat      |
| 1994 până în 2018 | Nu s-a calificat | Nu s-a calificat | Nu s-a calificat | Nu s-a calificat | Nu s-a calificat | Nu s-a calificat | Nu s-a calificat | Nu s-a calificat | Nu s-a calificat | Nu s-a calificat |
| 2022              | Va urma          | Va urma          | Va urma          | Va urma          | Va urma          | Va urma          | Va urma          | Va urma          | Va urma          | Va urma          |
| 2026              | Va urma          | Va urma          | Va urma          | Va urma          | Va urma          | Va urma          | Va urma          | Va urma          | Va urma          | Va urma          |
| Total             | Grupe            | 1/20             | 3                | 0                | 0                | 3                | 2                | 14               |                  |                  |

| Istoria Campionatului Mondial | Istoria Campionatului Mondial | Istoria Campionatului Mondial | Istoria Campionatului Mondial |
| Anul                          | Runda                         | Scor                          | Rezultat                      |
| ----------------------------- | ----------------------------- | ----------------------------- | ----------------------------- |
| 1974                          | Runda 1                       | Haiti 1 – 3 Italia            | Înfrângere                    |
| 1974                          | Runda 1                       | Haiti 0 – 7 Polonia           | Înfrângere                    |
| 1974                          | Runda 1                       | Haiti 1 – 4 Argentina         | Înfrângere                    |

### Campionatul CONCACAF
| An    | Loc              | M                | V                | E                | Î                | GM               | GP               |
| ----- | ---------------- | ---------------- | ---------------- | ---------------- | ---------------- | ---------------- | ---------------- |
| 1963  | nu s-a calificat | nu s-a calificat | nu s-a calificat | nu s-a calificat | nu s-a calificat | nu s-a calificat | nu s-a calificat |
| 1965  | locul șase       | 5                | 0                | 1                | 4                | 3                | 13               |
| 1967  | locul cinci      | 5                | 1                | 0                | 4                | 5                | 9                |
| 1969  | Descalificata    | Descalificata    | Descalificata    | Descalificata    | Descalificata    | Descalificata    | Descalificata    |
| 1971  | locul secund     | 5                | 2                | 3                | 0                | 9                | 1                |
| 1973  | Campioni         | 5                | 4                | 0                | 1                | 8                | 3                |
| 1977  | locul secund     | 5                | 3                | 1                | 1                | 6                | 6                |
| 1981  | locul șase       | 5                | 0                | 2                | 3                | 2                | 9                |
| 1985  | Prima runda      | 4                | 0                | 0                | 4                | 0                | 9                |
| 1989  | nu a participat  | nu a participat  | nu a participat  | nu a participat  | nu a participat  | nu a participat  | nu a participat  |
| Total | 1 titlu          | 34               | 10               | 7                | 17               | 33               | 50               |

### Cupa de Aur
| An           | Rundă            | M                | V                | E                | Î                | GM               | GP               |
| ------------ | ---------------- | ---------------- | ---------------- | ---------------- | ---------------- | ---------------- | ---------------- |
| 1991         | nu s-a calificat | nu s-a calificat | nu s-a calificat | nu s-a calificat | nu s-a calificat | nu s-a calificat | nu s-a calificat |
| 1993 to 1996 | nu a participat  | nu a participat  | nu a participat  | nu a participat  | nu a participat  | nu a participat  | nu a participat  |
| 1998         | s-a retras       | s-a retras       | s-a retras       | s-a retras       | s-a retras       | s-a retras       | s-a retras       |
| 2000         | Grupe            | 2                | 0                | 1                | 1                | 1                | 4                |
| 2002         | sferturi         | 3                | 1                | 0                | 2                | 3                | 4                |
| 2003 to 2005 | nu s-a calificat | nu s-a calificat | nu s-a calificat | nu s-a calificat | nu s-a calificat | nu s-a calificat | nu s-a calificat |
| 2007         | Grupe            | 3                | 0                | 2                | 1                | 2                | 4                |
| 2009         | sferturi         | 4                | 1                | 1                | 2                | 4                | 7                |
| 2011         | nu s-a calificat | nu s-a calificat | nu s-a calificat | nu s-a calificat | nu s-a calificat | nu s-a calificat | nu s-a calificat |
| Total        | 4/11             | 12               | 2                | 4                | 6                | 10               | 19               |

## Lot
| 18 | P | Dominique Jean-Zérphirin | 30 iunie 1982      | 9  | 0 | Farnborough             |  |  |
| 21 | P | Peterson Occenat         | 12 martie 1988     | 5  | 0 | Aigle Noir              |  |  |
|    |   |                          |                    |    |   |                         |  |  |
| 5  | F | Jean-Jacques Pierre      | 23 iunie 1981      | 56 | 5 | Nantes                  |  |  |
| 6  | F | Frantz Bertin            | 30 mai 1983        | 22 | 1 | OFI                     |  |  |
| 7  | F | Lesly Fellinga           | 29 septembrie 1985 | 12 | 0 | Harkemase Boys          |  |  |
| 8  | F | Judelin Aveska           | 21 octombrie 1987  | 13 | 0 | Independiente Rivadavia |  |  |
| 9  | F | Mackenzie Duverger       | 1 iunie 1976       | 0  | 0 | Tempête                 |  |  |
| 13 | F | Jean Sony                | 23 ianuarie 1986   | 27 | 4 | Leixões                 |  |  |
|    |   |                          |                    |    |   |                         |  |  |
| 14 | M | Peterson Joseph          | 20 aprilie 1990    | 4  | 0 | Sporting Braga          |  |  |
| 22 | M | Brunel Fucien            | 26 septembrie 1984 | 28 | 8 | L'Aiglon                |  |  |
| 23 | M | Kenel Pierre Louis       | 31 ianuarie 1989   | 1  | 0 | Vannes                  |  |  |
| 30 | M | Jean Marc Alexandre      | 24 august 1986     | 7  | 0 | Real Salt Lake          |  |  |
| 31 | M | Max Hilaire              | 6 decembrie 1985   | 0  | 0 | Aviron Bayonnais        |  |  |
| 19 | M | Charles Hérold Junior    | 23 iulie 1990      | 2  | 0 | Tempête                 |  |  |
| 24 | M | Constant Monuma          | 1 aprilie 1982     | 4  | 1 | ASCAR                   |  |  |
|    |   |                          |                    |    |   |                         |  |  |
| 9  | A | Sony Norde               | 27 iulie 1989      | 20 | 2 | San Luis                |  |  |
| 10 | A | Paul Valdano             | 2 septembrie 1990  | 2  | 0 | Tempête                 |  |  |
| 12 | A | Darlin Thoby             | 12 mai 1985        | 2  | 0 | Racing Club Haïtien     |  |  |

## Antrenori
- Edouard Baker (1934)
- Paul Baron (1953)
- Dan Georgiadis (1959-1960)
- Antoine Tassy (1965-1975)
- Sepp Piontek (1976-1978)
- Ernst "Nono" Baptiste (1991-1994)
- Calixte Herve
- Bernard Souilliez
- Jean-Michel Vaval
- Ernst "Nono" Baptiste (1999)
- Emmanuel Sanon (1999-2000)
- Jorge Castelli (2001-2002)
- Andres Cruciani (2002-2003)
- Fernando Clavijo (2003-2005)
- Luis Armelio García (2006-2007)
- Wagneau Eloi (2008)
- Jairo Rios Rendon (2009-2010)
- Edson Tavares (2010-)